# Autostrada M19 (Węgry)
Autostrada M19 (węg. M19 autóút) – jednojezdniowa autostrada na Węgrzech, łącząca północną część miasta Győr z autostradą M1.